# Jimmy Tau
Jimmy Tau (Kimberley, 23 luglio 1980) è un ex calciatore sudafricano, di ruolo difensore.

## Carriera

### Club
Ha giocato nel campionato sudafricano.

### Nazionale
Ha collezionato 8 presenze per la Nazionale sudafricana.